# Bertie's Baby
Bertie's Baby è un cortometraggio muto del 1914 diretto da W.P. Kellino.

## Trama
Un papà (bianco) entra in agitazione quando un amico scambia il suo bambino per un piccolo nero.

## Produzione
Il film fu prodotto dalla Vaudefilms.

## Distribuzione
Distribuito dall'Imperial, il film - un cortometraggio di 172 metri - uscì nelle sale cinematografiche britanniche nell'agosto 1914.